# 珀特勒烏齊鄉
47°43′N 26°11′E / 47.717°N 26.183°E
珀特勒烏齊鄉（羅馬尼亞語：Comuna Pătrăuți, Suceava），是羅馬尼亞的鄉份，位於該國東北部，由蘇恰瓦縣負責管轄，面積38平方公里，海拔高度333米，2007年人口4,796，人口密度每平方公里127人。